# 東京都立国立高等学校
東京都立国立高等学校（とうきょうとりつ くにたちこうとうがっこう、英: Tokyo Metropolitan Kunitachi Senior High School）は、東京都国立市東に所在する東京都立高等学校。
略称「国高（くにこう）」。

## 概要
1940年（昭和15年）に旧制中学校の東京府立第十九中学校として開校した。日中戦争による資材不足からの校舎竣工が大幅に遅れ、東京府立第二中学校（立川高校の前身）や山水中学校の校舎を借用して授業が行われていたこともあった。
学校群制度時代には、従来学区トップ校であった立川高校と72群を組んだことも一因となり、1980年代中頃までは東大合格者数を30人前後数えていた。青山高校、富士高校と同様に学校群制度によって進学実績を伸ばした学校の一つである。2003年（平成15年）には進学指導重点校に指定された。2011年から2020年までの10年間では平均約18名の東大合格者のほか平均約22名の一橋大学合格者を輩出している。
学校群制度以前の校則は他の都立高校とほぼ同様に制服制帽が決まっていた。現在は校則はほとんどなく、生徒の自主性に多くを任せている自由な校風である。「全部やる、みんなでやる」が生徒間のスローガンとなっており、文武両道の気風が根付いていることでも知られる。
クラス編成は、1学年あたり8クラスで、3年間クラス替えのない「持ち上がり制クラス」となっている。
2学期制である。

## 沿革
- 1940年（昭和15年）1月 - 東京府立第十九中学校として開校認可
- 1948年（昭和23年）4月- 学制改革により東京都立国立新制高等学校となる
- 1950年（昭和25年）4月 - 男女共学制実施、東京都立国立高等学校となる
- 1952年（昭和27年）4月 - 学区合同選抜制度導入
- 1967年（昭和42年）4月 - 学校群制度発足、立川高校と72群を組む
- 1976年 （昭和51年）- 第1回第九演奏会開催
- 1980年（昭和55年）8月 - 野球部が都立高校で初の夏の全国甲子園大会に出場
- 1982年（昭和57年）4月 - グループ合同選抜制度導入。同時に学区が改編され、第十学区102グループに編成される[7]
- 1994年（平成6年）4月 - 単独選抜制度へ移行
- 2003年（平成15年）
  - 4月 - 東京都教育庁、学区制を撤廃。他の都立高校とともに、原則として離島を除く都内全域が通学対象地域となる
  - 9月 - 進学指導重点準備校に指定
- 2004年（平成16年）11月 - 進学指導重点校に指定

## 教育

### 入試
2004年（平成16年）度より自校作成問題を3教科で実施している。国語の問題は他校と比べて記述問題が多く、選択肢で答える問題が少ない。なお、石原慎太郎都知事辞任直後の2013年（平成25年）、国分寺高校入試での一部問題流用を理由として東京都教育委員会が2014年（平成26年）度からグループ分けに基づくグループ作成問題に変更した。ただし、進学指導重点校などでは一部自校作成問題に差し替えて出題している。2018年度入試からは、また3教科で自校作成問題を採用している。

### 進学指導
ほぼ全員が部活動に加入しており、文武両道を前提とした進学指導の充実が行われている。土日を含め毎日自習室が開放されているほか、夏期講習が数多く用意されており、多くの生徒が利用している。高大連携の取り組みや大学による出張授業が行われ、進路意識の向上が行われている。希望制のサマーセミナーや全生徒対象の校外模試も学校で受けられる。

## アクセス
出典 : 

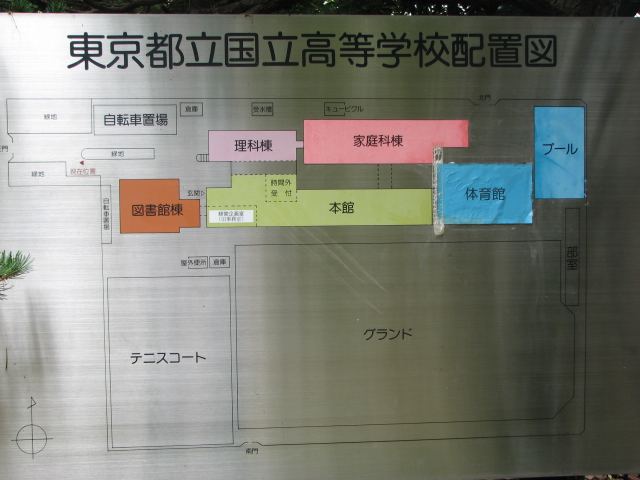
国立高校配置図

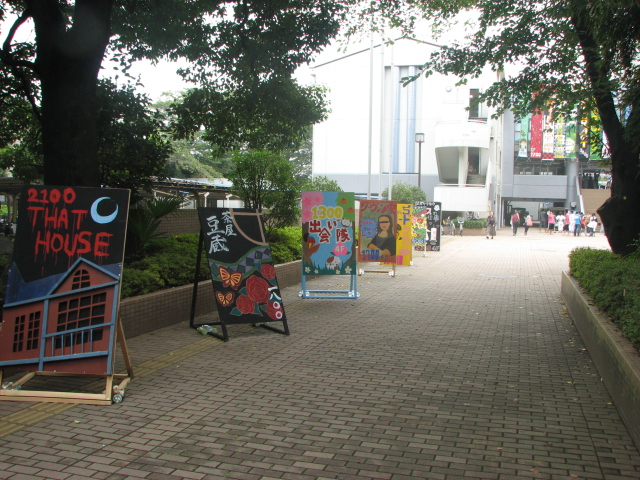
入口の看板

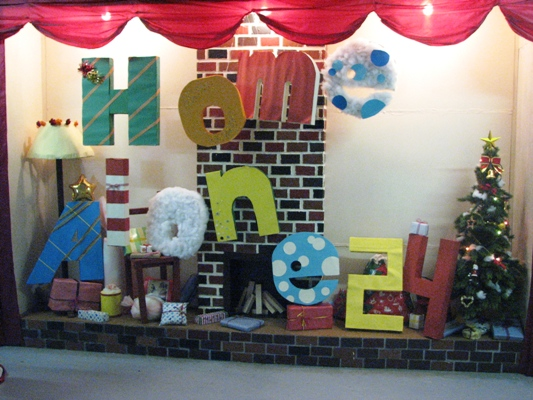
立体的な装飾が見られる

- 南からは、南武線（JR東日本）谷保駅下車、徒歩10分
- 北からは、JR中央線（快速）国立駅下車、徒歩15分
- 路線バスの場合

| 運行事業者 | 乗車駅       | 系統                     | 下車停留所              |
| ---------- | ------------ | ------------------------ | ----------------------- |
| 立川バス   | 国立駅       | 国10・国10-2・国11・国12 | 「国立高校前」、徒歩3分 |
| 京王バス   | 府中駅       | 国17                     | 「国立高校前」、徒歩3分 |
| 京王バス   | 聖蹟桜ヶ丘駅 | 国18                     | 「国立高校前」、徒歩3分 |

目印は大学通りに架かる歩道橋。周辺には一橋大学や桐朋学園小学校、桐朋中学校・高等学校（男子校）、国立第一中学校、第五商業高等学校などがある。
国立市の文教地区は北の中央本線と南の南武線に挟まれた地域にある。以前は旧北多摩郡北部地域からの通学には主に中央本線が使われ、京王電鉄・小田急電鉄沿線地域からの通学には主に南武線が、それぞれ使われてきたが、多摩モノレール開通後は学区制撤廃もあり、西武鉄道沿線からの通学者が増えるなど通学ルートに一部変化が生じている。

## 行事
- 4月下旬には「第九演奏会」が行われ、芸術科の授業において音楽を選択した2年、3年次の者と有志団体「第九サークル」がプロのオーケストラ、ソリストと共にベートーベンの交響曲第9番を演奏・ドイツ語で合唱する。これは1976年から続いている。
- 4月には立川市市民会館（たましんRISURUホール）を借り切って大規模な「新入生歓迎会」が開催され、5月には「クラスマッチ」と呼ばれる球技大会が行われる。
- 夏には希望者対象の東大見学ツアー、京大見学ツアーが開かれ、クラスの枠を越えた大きな交流がなされている。
- 文化祭は「国高祭」と呼ばれ毎年9月上旬に行われる。高校演劇が主体である。またこれは、後述の体育祭・後夜祭を併せた3つの祭りの総称である。その作りこまれた外装・内装や3年生の劇の完成度などから様々なメディア等で「日本一の文化祭」と評されるほどである。毎年文化祭（9月第2土曜・日曜に行われる場合が多い）の次の週末に体育祭が行われる。3年各クラスは演劇を行うのが伝統で、最も優れた演目には『アカデミー賞』が贈られる。また、主に社会系・科学系の部活動による研究発表や、音楽系の部活動による発表なども行われている。2021年9月13日、NHKEテレ、「沼にハマってきいてみた」に74期2年のクラス演劇が紹介された。
- 体育祭は文化祭の1週間後の金曜日に行われ、1年生の大多数と2年生の団長団が東西2団に分かれて行う応援合戦が伝統である。1996年までは赤白青の3軍制で行われていたが、全国的な少子化によりクラス数が1学年8クラスに削減されたのをきっかけに、現在の形式となった。
- 後夜祭は体育祭の日の夕方に行われ、かつては校庭の真ん中に巨大なファイヤーをともして2週間に渡る国高祭の最後を飾る催しであったが、現在は体育館で行っており校内生だけが参加する[11]。校庭時代はフォークダンスが名物だったが体育館移行とともに広さの問題から廃され、現在では代わりに後夜祭実行委員会による新企画が毎年催される。体育館移行後に何度か行われている企画としては、男子生徒の女装や女子生徒の男装がある。

## 部活動
部活動が盛んな学校であり、2023年度現在、22の運動部、22の文化部が活動している。理系では、生物部、物理部、化学部、地学部の全ての分野が揃っている。
野球部は1980年に市川武史投手らその後東大野球部の主力となった面々で、都立として初めて夏の甲子園に出場している。また、少林寺拳法部は毎年全国大会出場者を出している。クラシックバレエ部はほかの都立高校にはない部活である。現在は存在しないものの、チアリーディング部も2009年の全国大会で4位に入賞するなど強豪であった。

## 著名な関係者

### 出身者

#### 政官界
現職
- 坂井学（衆議院議員、国家公安委員会委員長）
- 山田宏（参議院議員、元衆議院議員、元東京都杉並区長）
- 村田邦子（神奈川県中郡二宮町長、元神奈川県議会議員）
- 石井めぐみ（東京都国立市議会議員、俳優）
- 浅沼尚（デジタル庁の第2代デジタル監）

元職
- 小沢潔（元衆議院議員、元国土庁・北海道開発庁・沖縄開発庁長官）
- 畑恵（元参議院議員、学校法人作新学院理事長）
- 木宮憲市（元駐ソロモン諸島大使、元国際開発高等教育機構事務局長）
- 小俣篤（元国土交通省国土技術政策総合研究所長、河川財団理事長）
- 永松健次（元国土交通省海事局次長、日本船員雇用促進センター理事長）

#### 経済
- 大島卓（日本ガイシ社長、中部経済連合会副会長、日本ファインセラミックス協会副会長）
- 黒川茂（日本ユニシス社長）
- 斎藤勝利（第一生命ホールディングス会長、日本経団連副会長、生命保険協会会長）
- 中野克彦（富山化学工業社長）
- 落合善美（インデックス〈旧法人〉社長）
- 古川俊太郎（任天堂社長）
- 梶本雄介（アルファポリス社長）

#### 学術・文化
- 三宅久之（評論家）
- 志茂田景樹（作家）
- 南木佳士（芥川賞作家、医師）
- 赤坂憲雄（学習院大学教授、福島県立博物館館長）
- 武藤康史（武蔵野音楽大学教授）
- 岡安直比（世界自然保護基金自然保護室長）
- 梶浦由記（作曲家）
- 菅野純（元日本バイオアッセイ研究センター所長、元国際毒性学連盟会長）
- 新井紀子（国立情報学研究所教授）
- 池内恵（東京大学教授）
- 伊藤早苗（九州大学名誉教授、九州大学副学長）
- 大内孝夫（名古屋芸術大学教授）
- 伊藤由佳理（東京大学教授）
- 上山俊幸（千葉商科大学教授）
- 小黒一正（法政大学教授、元大蔵官僚）
- 長田雅喜（名古屋大学名誉教授）
- 小関隆（元京都大学人文科学研究所副所長）
- 小松和彦（元国際日本文化研究センター所長）
- 杉江松恋（書評家）
- 鈴木朝夫（東京工業大学名誉教授、元日本金属学会会長）
- 野田稔（明治大学教授、ジェイフィール社長）
- 野村進（ノンフィクションライター）
- 香取俊介（放送作家）
- 水島朝穂（早稲田大学教授）
- 三輪眞弘（作曲家）
- 風祭元（帝京大学名誉教授）
- 布施勉（元横浜市立大学学長、布施明の兄）
- 山越富夫（物理学者、テキサス大学複雑量子系研究所上級研究員、元東京大学生産技術研究所および京都大学基礎物理学研究所客員教授）
- 山極寿一（第26代京都大学総長、第29代日本学術会議会長、総合地球環境学研究所所長）
- 丹沢秀樹（千葉大学教授、日本口腔科学会理事長）
- 森永邦彦（デザイナー）
- 師岡康子（弁護士）[14]
- 佐藤文香（一橋大学大学院社会学研究科教授）
- 村上健（オセロ選手、麻布中学校・高等学校英語科教師）

#### マスメディア
- 久和ひとみ（フリーアナウンサー）
- 平野啓子（フリーアナウンサー、声優。元NHKアナウンサー）
- 松村正代（NHKアナウンサー）
- 磯智明（NHKチーフプロデューサー）
- 田代優美（元フジテレビアナウンサー）
- 富川悠太（元テレビ朝日アナウンサー）
- 大岡優一郎（元テレビ東京アナウンサー）
- 佐藤拓雄（仙台放送アナウンサー）

#### 芸能
- 石井めぐみ（女優、2015年から国立市議会議員）
- 六平直政（俳優）
- 大西順子（ジャズピアニスト）
- 階戸瑠李（グラビアアイドル）
- 春風亭栄橋（落語家）
- 草村礼子（女優 / 中退）
- 石川瞳（タレント）
- 石橋光太郎（ミュージシャン / toconoma）
- 森たまき（作詞家、作曲家、シンガーソングライター）
- エスムラルダ（ドラァグクイーン、ライター、エディター、脚本家、歌手、俳優）

#### スポーツ
- 市川武史（甲子園出場時の投手、東京六大学野球・東大野球部投手）
- 宮田諭（プロバスケットボール選手、早大→オンタリオ・ウォリアーズ (ABA) →トヨタ自動車アルバルク (JBL)）
- 大西裕之（プロバスケットボール選手、電通大→仙台89ers（bjリーグ）→レラカムイ北海道 (JBL) →アイシンシーホース (JBL)）
- 佐藤大朗（ラグビー選手、慶大ラグビー部→NTTドコモレッドハリケーンズ（トップリーグ）

### 教職員
- 藤澤文洋（英語科教諭。以前は大リーグの解説を行ったこともある）

## 関連書籍
- 「都立高校のすべてがわかる本」 山崎謙 山下出版
- 「東京府立中学」 岡田孝一 同成社 - 全国から嘱目されるエリート養成機関であった都立ナンバースクールの実像を描く。
- 「名門高校人脈」 鈴木隆祐 光文社新書 2005年 ISBN 4-334-03317-2
- 「国高物語」 東京都立国立高等学校同窓会 講談社エディトリアル 2020年 ISBN 978-4-86677-054-3